# Udi
Els udi o udins són un poble d'uns centenars de persones al Caucas Nord, a la ciutat azerbaidjanesa de Nic. Parlen la llengua udin. N'hi ha uns 10.000 en total i són els descendents dels antics aghuans.